# 20000 Варуна
20000 Варуна е обект от пояса на Кайпер с диаметър от около 1060 km според оптични и инфрачервени наблюдения.
За Варуна е известно че има сравнително малък период на въртене от 3,17 или 6,34 часа (липсва точна информация коя от двете стойности е правилна). Плътността на обекта е приблизително 1 g/cm3 (колкото тази на водата), което сочи че е вероятно обекта да не е напълно солиден, а донякъде подобен на голяма купчина прах и сняг задържаща в едно цяло се благодарение на собствената си гравитация.
Варуна носи името на индийския бог Варуна. Като алтернатива се използва 2000 WR106.